# Zwerggalaxie

Die Diagramme zeigen die Unterschiede zwischen den verschiedenen Galaxientypen im Parameterraum
M_{V} absolute Helligkeit visuell
µ_{V} Oberflächenhelligkeit visuell
r_{1/2} Halblichtradius

Zwerggalaxien sind extragalaktische Sternsysteme, die zwischen den kleineren Kugelsternhaufen und den größeren „normalen“ Galaxien liegen. Im Allgemeinen geht man heute davon aus, dass es keine grundlegenden Unterschiede zwischen „normalen“ Galaxien und Zwerggalaxien als Systemen gibt und deren Eigenschaften dazwischen einen kontinuierlichen Übergang vollziehen.
Während bei den Zwerggalaxien jedoch mit abnehmender absoluter Helligkeit auch ihre Oberflächenhelligkeit (i. e. Leuchtkraftdichte) abnimmt, nimmt bei den großen elliptischen Galaxien mit Zunahme der absoluten Helligkeit ihre Oberflächenhelligkeit ab.
Kriterien wie zum Beispiel die absolute Helligkeit, die Flächenhelligkeit, der Halblichtradius, der Durchmesser, die Masse oder die Anzahl der Sterne dienen den Zielen und Erfordernissen der jeweiligen Untersuchung.

## Vorkommen
Zwerggalaxien findet man als Trabanten von großen Galaxien, so wie im Falle der Magellanschen Wolken bei der Milchstraße. Sie sind sowohl in den Wänden der gigantischen Leerräume des Universums – dort meist irreguläre Zwerggalaxien – sowie besonders oft in Galaxiengruppen und Galaxienhaufen zu finden – dort dominieren elliptische Zwerggalaxien.
Zwerggalaxien sind signifikant – in etwa um den Faktor 10 – häufiger als die großen Galaxien. In größeren Entfernungen und wegen ihrer geringen Flächenhelligkeit sind sie jedoch schwieriger zu beobachten.
Bekannte – weil relativ helle – Beispiele sind die zwei Begleiter M 32 und M 110 der Andromedagalaxie oder die Sagittarius-Zwerggalaxie, die zu den 24 bekannten Zwerggalaxien gehören, die die Milchstraße umkreisen.
Die Lokale Gruppe zählt derzeit mindestens 67 bekannte Zwerggalaxien zu ihren Mitgliedern. Es ist zu erwarten, dass auch in der Lokalen Gruppe weitere Zwerggalaxien gefunden werden. So wurde beispielsweise die nach heutigem Stand nächste Zwerggalaxie, die Canis-Major-Zwerggalaxie, erst 2003 entdeckt. Bei den Zwerggalaxien, die der Milchstraße sehr nahe sind, ist es oftmals nur schwer möglich, die Galaxie vom Sternenvordergrund der Milchstraße zu unterscheiden. Ein weiteres Beispiel für eine sehr nahe und schwer zu beobachtende Zwerggalaxie ist die Draco-Zwerggalaxie.

## Eigenschaften

### Morphologie
Morphologisch unterteilt man Zwerggalaxien nach ihrer Form in
- elliptische (dE),
- sphäroidale (dSph) und
- irreguläre (dIrr) Zwerggalaxien,
- sowie die relativ seltenen Zwergspiralgalaxien (dS)[3]

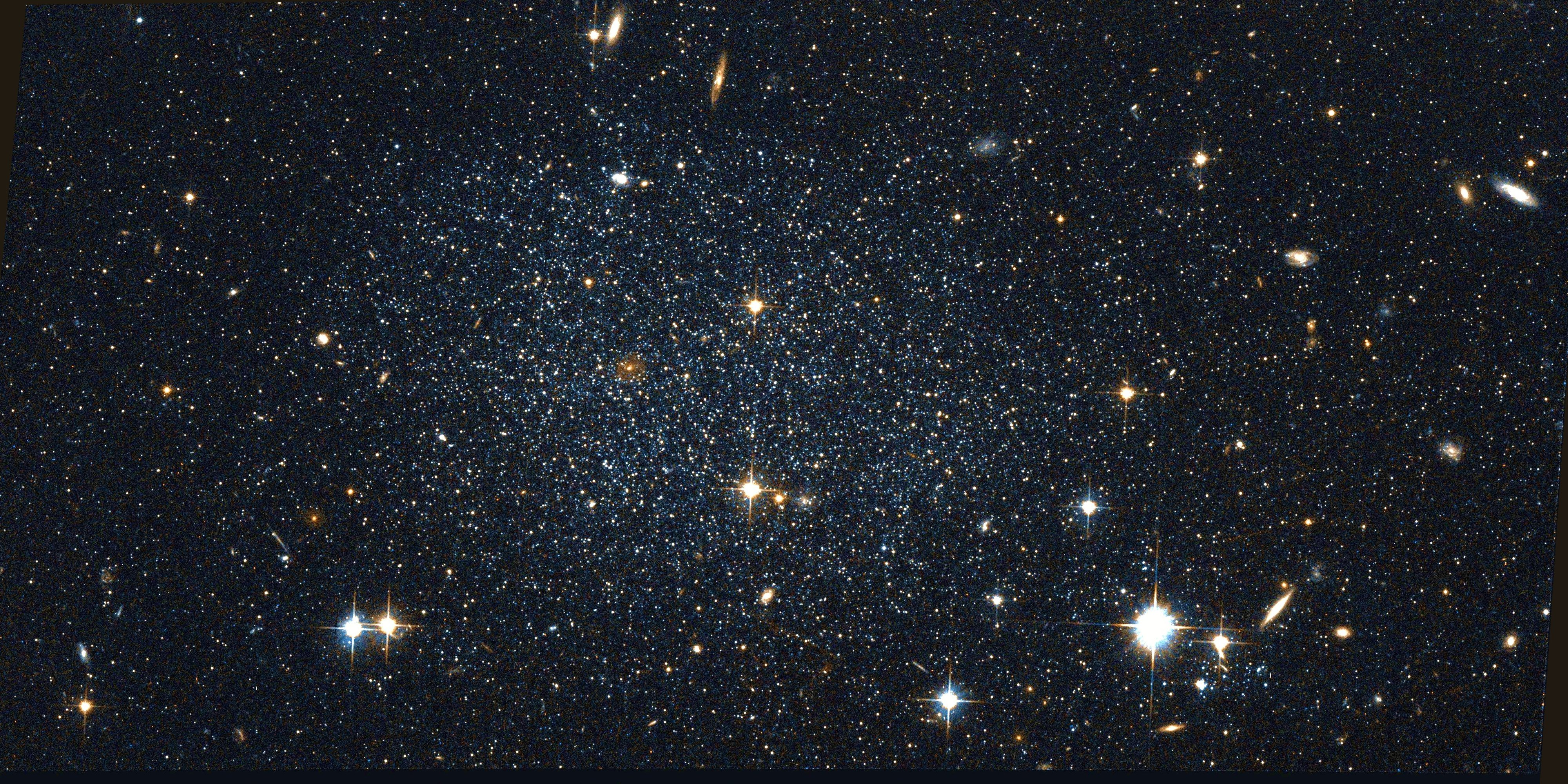
Die Antlia-Zwerggalaxie, eine typische elliptische Zwerggalaxie
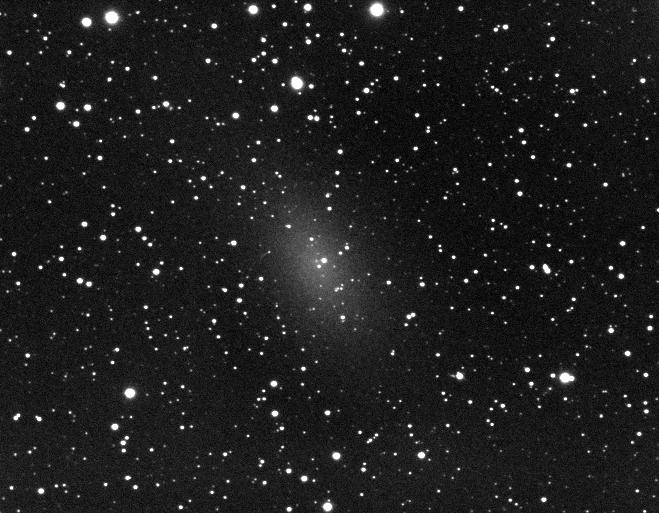
NGC 147, eine typische spheroidale Zwerggalaxie
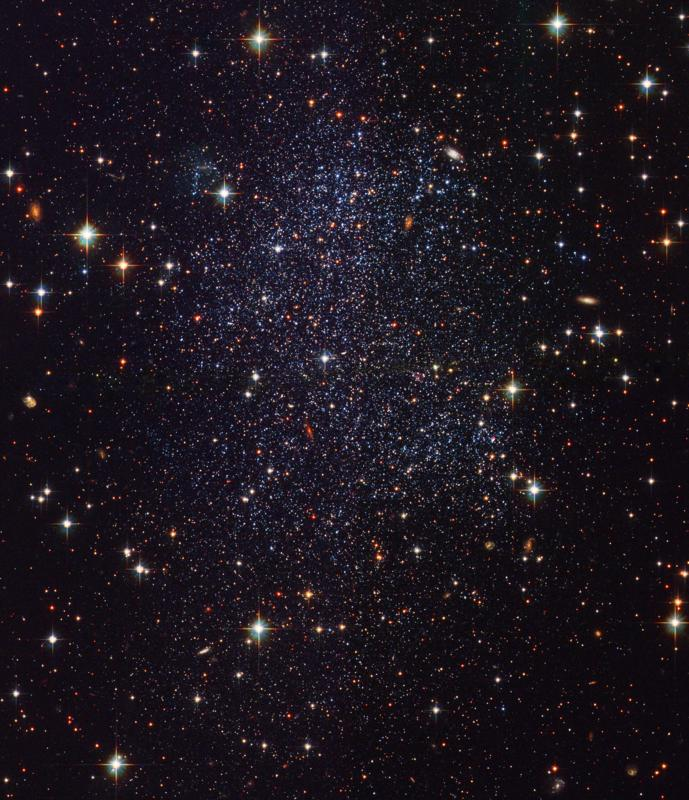
Die Irreguläre Sagittarius-Zwerggalaxie, eine typische irreguläre Zwerggalaxie
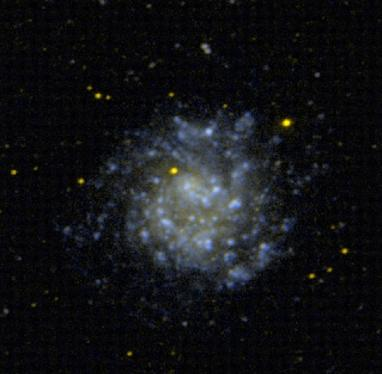
NGC 5474, eine der seltenen Zwergspiralgalaxien

Elliptische und spheroidale Zwerggalaxien werden auch als früher morphologischer Typ, die irregulären und die spiralförmigen Zwerggalaxien als später morphologischer Typ zusammengefasst.
Dabei zeigen die frühen Typen aktuell keine Sternentstehung mehr, während das Erscheinungsbild der späten Typen oft durch massive, junge Sterne dominiert wird. Während ihrer Entwicklung kam es jedoch auch bei den Zwerggalaxien frühen morphologischen Typs teils zu mehreren Sternentstehungsphasen.

### Zusammensetzung
Der Gas- und Staubanteil bei Zwerggalaxien frühen morphologischen Typs ist geringer als derjenige des späten Typs.
Der Anteil dunkler Materie bei den Zwerggalaxien ist häufig 10- bis 100-mal höher als in den normalen Galaxien. Beispielsweise enthält die spheroidale Zwerggalaxie Segue 1 in der Lokalen Gruppe etwa 1000-mal soviel dunkle wie sichtbare Materie, die normalen Galaxien in etwa lediglich 10-mal so viel.
Die Sternenzahl einer Zwerggalaxie liegt lediglich zwischen einigen 100.000 und einigen Milliarden Sternen, während unsere spiralförmige Milchstraße etwa 300 Milliarden Sterne zählt und die großen elliptischen Galaxien gar mehrere Billionen Sterne beinhalten können.

### Entstehung
Wie die meisten Galaxien, so entstehen laut den aktuellen, theoretischen Modellen auch die Zwerggalaxien dort, wo Gas durch dunkle Materie oder durch erhöhte Metallizität kollabiert und dadurch genügend hohe Dichte für die Sternentstehung entsteht (→ Jeans-Kriterium). Neueste Entdeckungen zeigen jedoch, wie im sogenannten Leo Ring auch aus metallarmen, primordialen Gaswolken in der Nähe zweier großer Galaxien im Sternbild Löwe neue Zwerggalaxien durch Gezeitenkräfte ausgelöste Dichteschwankungen entstehen können.
Zwerggalaxien sind aufgrund ihrer geringen Anzahl an Sternen nur schwach gravitativ gebunden und verlieren innerhalb kurzer Zeit die gesamte interstellare Materie zur Bildung von neuen Sterngenerationen. Durch die geringe interne gravitative Bindung werden die Zwerggalaxien auch durch nahe Begegnungen an größeren Galaxien zerstört. Eine sich auflösende Zwerggalaxie zeigt sich als Sternstrom, bei dem die Sterne noch eine ähnliche Eigenbewegung zeigen, aber bereits über einen großen Raumbereich verteilt sind. Ein Beispiel hierfür ist die Sagittarius-Zwerggalaxie mit dem Sagittarius-Strom. Im Laufe einiger 100 Millionen Jahre löst sich der Sternstrom auf und die Sterne gehen in das galaktische Halo über. Das galaktische Halo mit seinen alten Sternen und teilweise retrograden Umlaufbahnen dürfte überwiegend aus den Überresten von Zwerggalaxien bestehen.

## Sonderformen

### Zwerggalaxien ohne Sternentstehung

#### Ultralichtschwache Zwerggalaxien
Die schwächsten bekannten Zwerggalaxien, die ultralichtschwachen Zwerggalaxien (engl.: Ultra faint dwarf galaxies, UFDs), zeigen eine Flächenhelligkeit von 28 mag pro Quadratbogensekunde oder weniger. Ihre Leuchtkraft liegt mit der tausendfachen Sonnenleuchtkraft unterhalb derjenigen von Kugelsternhaufen. Während der Halblichtradius von Kugelsternhaufen meist weniger als 50 Parsec beträgt, kann der Radius von ultralichtschwachen Zwerggalaxien bis zu 1.000 Parsec erreichen. Entsprechend gering ist die Sterndichte in diesen Zwerggalaxien und ihre Geschwindigkeitsdispersion liegt bei weniger als 4 km/s. Ihre Form ist häufig unregelmäßig aufgrund von gravitativen Wechselwirkungen mit der Heimatgalaxie, die sie umrunden. Die geringe Dichte ist eine Folge von einer unterbrochenen Sternentwicklung, da die massiven Sterne der ersten Generation bei ihrer Explosion als Supernova oder durch den schnellen Sternwind interstellare Materie bereits auf Fluchtgeschwindigkeit beschleunigen können. In der Folge führt die gravitative Wechselwirkung mit der Scheibe der Milchstraße zu einer Verbreiterung in Bewegungsrichtung. Dies wird als Sternstrom bezeichnet, der sich im Laufe von Milliarden Jahren in den Halo der Galaxie mischt.
Die Sternpopulation in den UFDs ist meist älter als 10 Milliarden Jahre. Die einzige bisher bekannte Ausnahme ist Leo T, in der es wahrscheinlich immer noch zur Sternentstehung kommt.

#### Low surface spheroidal dwarf galaxies

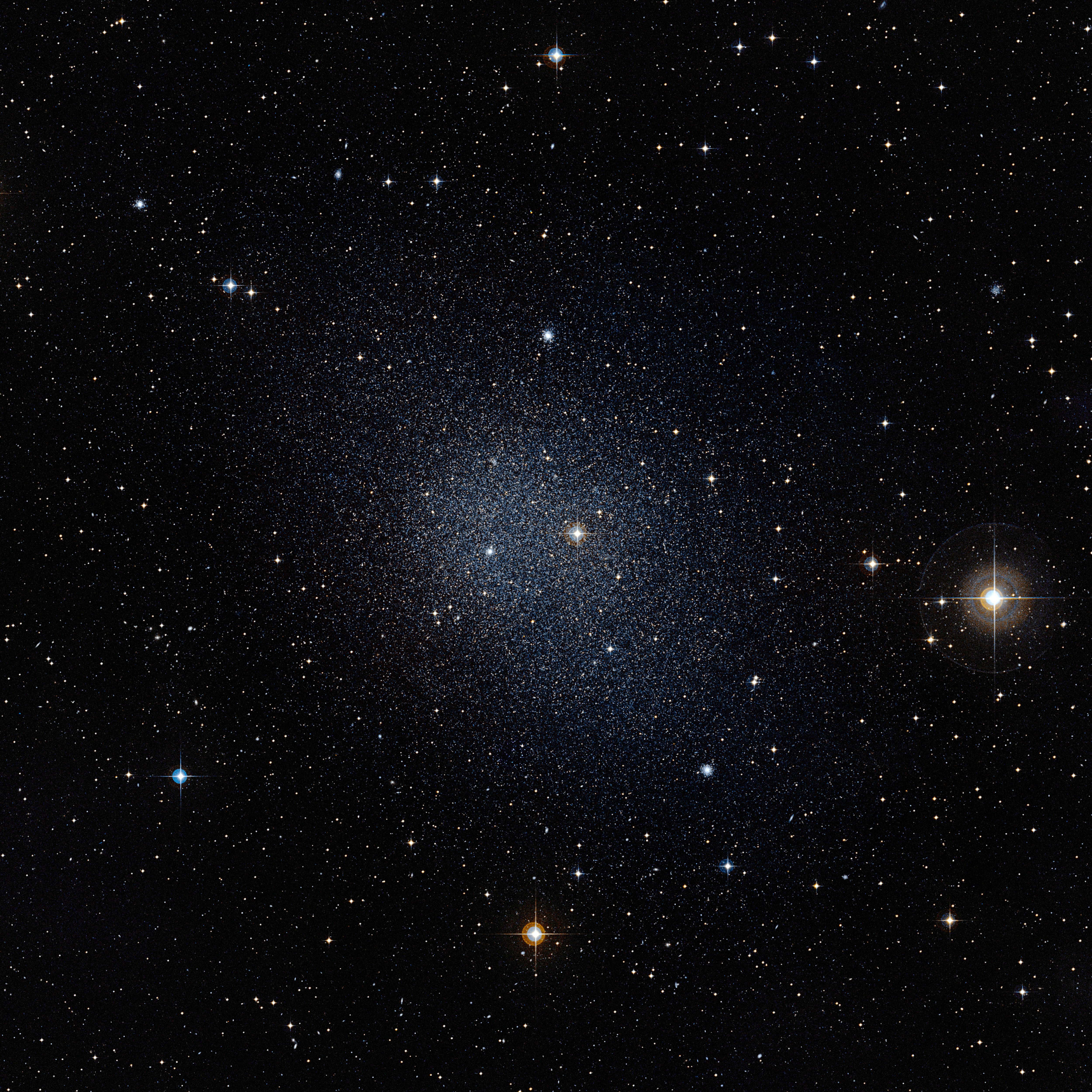
Die Fornax-Zwerggalaxie, Beispiel einer extrem lichtschwachen linsenförmigen Zwerggalaxie.

Low Surface Spheroidal Dwarf galaxies sind extrem lichtschwache linsenförmige Zwerggalaxien mit einer Leuchtkraft von einigen hunderttausend Sonnenleuchtkräften. Dieser Wert liegt unterhalb dem von Kugelsternhaufen und einiger offener Sternhaufen. Der Durchmesser des Kerns der Dwarf Spheroidal Galaxy (dSph) liegt bei 300 bis 1000 Parsec, wobei das umgebende Halo in einem drei- bis zehnfach größeren Durchmesser nachgewiesen werden kann. Aus dSph kann nur elektromagnetische Strahlung der Sterne nachgewiesen werden und es gibt keine Anzeichen von interstellarer Materie oder von Staub in diesen Stellarsystemen. Das typische Alter von dSph in der lokalen Gruppe beträgt 1 Milliarde Jahre.

#### Ultradichte Zwerggalaxien

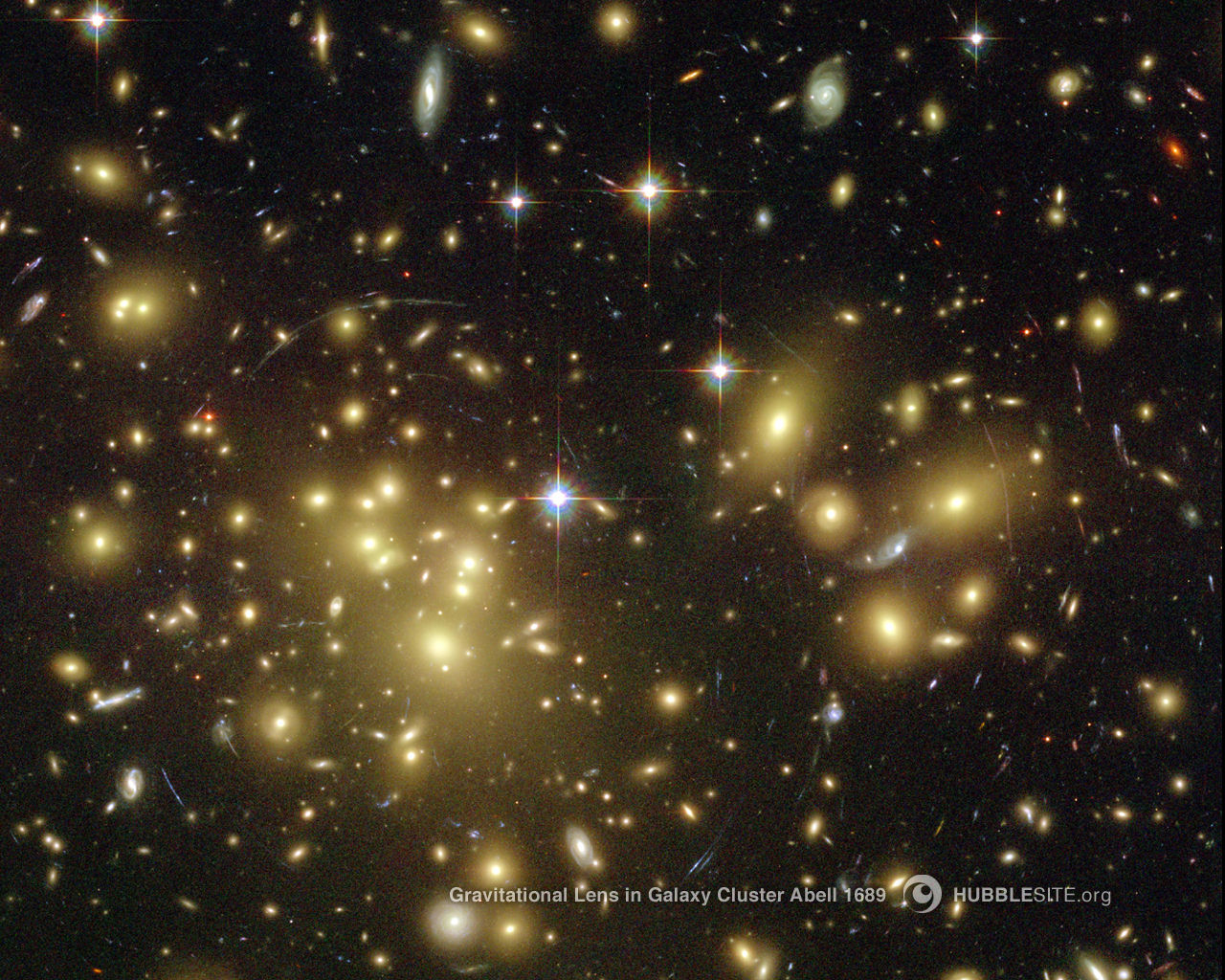
Abell 1689, ein Galaxienhaufen

Ultradichte Zwerggalaxien (engl.: Ultra compact dwarf galaxies, UCDs) sind eine erst kürzlich im Jahr 2003 entdeckte Sonderform der Zwerggalaxien mit extrem hoher zentraler Sterndichte. Bis zu 100 Millionen Sterne befinden sich innerhalb ihres geringen Durchmessers, der unterhalb einer Größenordnung von 200 Lichtjahren liegt.
Nach den aktuellen theoretischen Modellen wurden diese Galaxien ihrer äußeren Regionen (sowohl Gas, Staub als auch Sterne) durch die Gezeitenwirkung während ihrer Passagen ins Innere ihrer dichten Galaxienhaufen, wo sie beheimatet sind, beraubt.
Entsprechend wurden etliche von ihnen im Virgo-Galaxienhaufen, im Fornax-Galaxienhaufen, bei Abell 1689 und im Coma-Galaxienhaufen identifiziert.
2014 wurde in der ultrakompakten Zwerggalaxie M60-UCD1 ein supermassereiches Schwarzes Loch von 21 Millionen Sonnenmassen entdeckt (fünfmal mehr als das supermassive Loch in unserer Galaxie), das sind 15 Prozent der Gesamtmasse der Galaxie. Die Galaxie ist eine der UCDs mit der höchsten beobachteten Sternendichte (15.000-mal höher als in der Umgebung des Sonnensystems) und sie ist 54 Millionen Lichtjahre von der Erde entfernt. Es ist die bisher kleinste gefundene Galaxie mit einem supermassereichen Schwarzen Loch. Es wird vermutet, dass die Galaxie früher viel größer war, der Großteil ihrer Sterne und ihrer Dunklen Materie ihr aber vor zehn Milliarden Jahren beim Passieren der nahen Galaxie Messier 60 von dieser entrissen wurde und dass dies typisch für weitere massereiche Zwerggalaxien ist, die wahrscheinlich auch häufig supermassereiche Schwarze Löcher beherbergen.

### Zwerggalaxien mit Sternentstehung

#### Blue compact dwarf galaxies

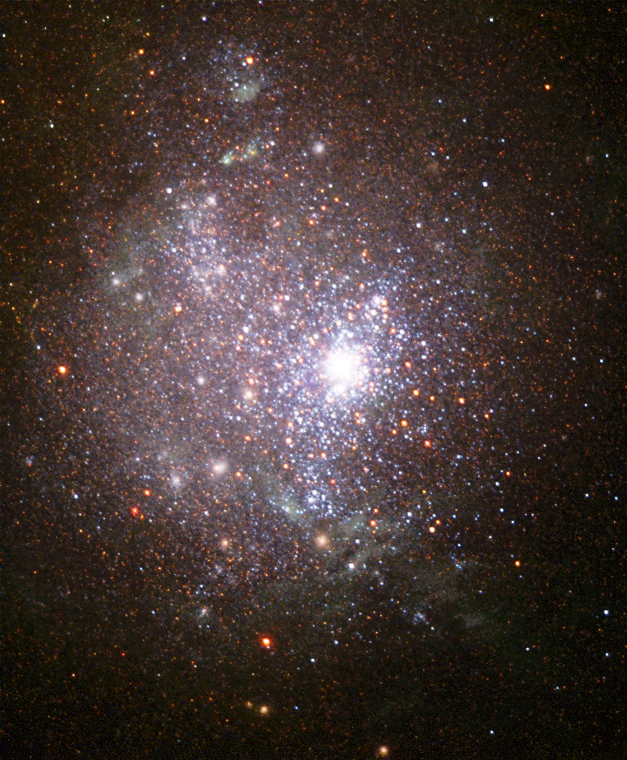
NGC 1705, Beispiel einer BCD Galaxie. Bild des Hubble Space Telescope.

Blue compact dwarf galaxies (BCDs, dt. „Blaue kompakte Zwerggalaxien“) sind kleine kompakte Galaxien, die große junge Sternhaufen mit heißen, massereichen Sternen enthalten. Die hellsten dieser Sterne sind entsprechend ihrer Masse blau und lassen die gesamte Galaxie blau erscheinen. Die meisten BCD Galaxien werden als irreguläre Zwerggalaxien klassifiziert, da sie sich aus mehreren dieser Sternentstehungsgebiete zusammensetzen und somit keine reguläre Form ausbilden.
BCD Galaxien kühlen ab, während sie fortlaufend unter starkem Verbrauch ihres interstellaren Gases neue Sterne bilden. Dabei haben sie typischerweise Sternentstehungsraten in einem Bereich von 0,13 M☉ bis zu 1,3 M☉ pro Jahr. Mit fortschreitender Entwicklung dieser Galaxien ändert sich dann auch die Form dieses Galaxientyps.
Zu den nächstgelegenen Beispielen dieses Typs zählen die Galaxien NGC 1705 und NGC 2915.

#### Pea galaxies

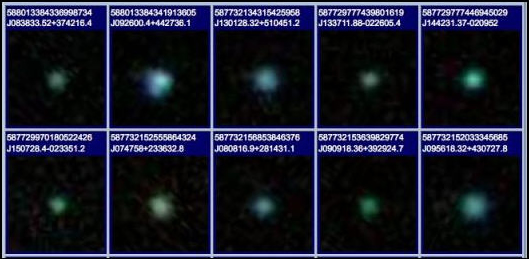
Aus dem Galaxien-Zoo die Green Peas

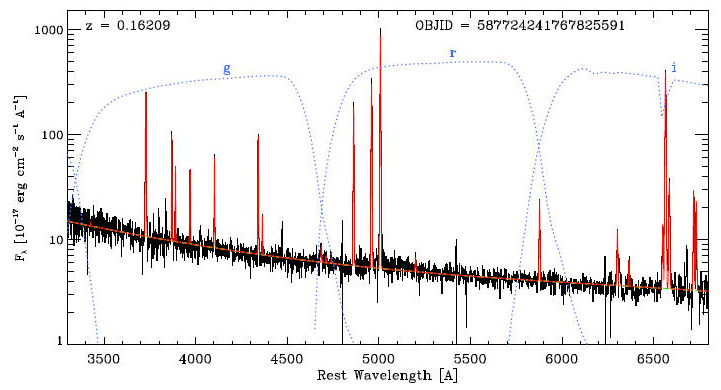
Typisches Spektrum einer Pea Galaxie

Pea galaxies (auch nur Pea oder Green Pea, dt. „Erbse“ oder „Grüne Erbse“) stellen einen Typ leuchtkräftiger Starburst-Galaxien dar, und gehören damit zu den Zwerggalaxien, die eine sehr hohe Sternentstehungsrate aufweisen. Sie wurden so aufgrund ihres Erscheinungsbildes und ihrer geringen Größe auf den Bildern des Sloan Digital Sky Survey benannt.
Pea Galaxien wurden 2007 innerhalb des Freiwilligenprogramms des Astronomie-Projekts Galaxy Zoo entdeckt.
Sie sind kompakte sauerstoffreiche Emissionslinien-Galaxien, die bei Rotverschiebungen zwischen z = 0,112 und 0,360 entdeckt wurden. Diese massearmen Zwerggalaxien besitzen im Allgemeinen einen Durchmesser von nicht größer als 16.300 Lichtjahre (5 kpc) und sind beheimatet in Regionen mit weniger als 2/3 einer durchschnittlichen Galaxiendichte. Eine gewöhnliche Green Pea besitzt eine Rotverschiebung von z = 0,258, eine Masse von etwa 3,2 Milliarden M☉ und eine Sternentstehungsrate von 10 M☉ pro Jahr, eine Äquivalentbreite des zweifach ionisierten Sauerstoffs [O III] von 69,4 nm und eine geringe Metallizität. Diese Zwerggalaxien durchlaufen eine galaxienweite Sternentstehung und besitzen keinen aktiven Galaxienkern. Starke Emissionslinien bei der [OIII] Wellenlänge von 500,7 nm zeichnen sie aus, wobei dieser verbotene Übergang innerhalb des Lichtspektrums nur bei sehr geringen Dichten möglich ist. Pea Galaxien gehören damit zu den masseärmsten, sterneformenden Galaxien des lokalen Universums.

#### Extreme Emission-Line Galaxies
Extreme Emission-Line Galaxies (EELG) sind Zwerggalaxien, deren Emissionslinien eine Äquivalentbreite des verbotenen zweifach ionisierten Sauerstoffs und/oder der Wasserstofflinien (meist Hα) von mehr als 100 Ångström zeigen.
Sie werden interpretiert als eine kurze Phase mit einem extremen Starburst, bei dem der Großteil der Sterne in diesen Zwerggalaxien entsteht.
Aus den beobachteten Häufigkeiten von EELGs wird geschlossen, dass die meisten Zwerggalaxien eine Phase als Extreme Emission-Line Galaxy durchlaufen haben. Die Extreme Emission-Line Galaxies entsprechen in ihren Eigenschaften extremen Beispielen von HII-Galaxien sowie den Blauen kompakten Zwerggalaxien im lokalen Universum.
Während die Häufigkeit von EELGs im lokalen Universum recht gering ist, nimmt sie um mehr als eine Größenordnung bei Rotverschiebungen mit z > 2 zu.
Die EELGs zeigen nur geringe Anzeichen für Staub und ihre Sternpopulation ist daher noch sehr jung, befindet sich in einem Stadium, bevor sich bereits eine große Anzahl an Supernovae und AGB-Sternen gebildet hat. Dabei erreicht die Sternentstehungsrate Werte von bis zu 35 Sonnenmassen pro Jahr.

## Weiteres
- Kugelsternhaufen
- Struktur des Kosmos
- Dunkle Materie
- Hubble-Sequenz
- Liste der Galaxien der Lokalen Gruppe
- Liste der Satellitengalaxien der Milchstraße
- Liste der Satellitengalaxien von Andromeda